# YotaPhone
YotaPhone è il primo dispositivo sviluppato e prodotto dall'azienda russa Yota.

## Schermi
La particolarità del dispositivo è quella di avere due schermi: uno anteriore da 4.3" LCD e uno posteriore da 4.3", simile a quello degli eBook reader. Entrambi hanno le medesime funzionalità: su entrambi possono essere letti gli SMS, viste le pagine del browser o scorrere documenti; ovviamente sullo schermo posteriore, non è possibile visualizzare i colori, essendo uno schermo a 16 toni di grigio. I due schermi hanno, inoltre, differente incidenza sul consumo della batteria: lo schermo EPD, infatti, può essere utilizzato per due giorni, prima di scaricare completamente la batteria. Inoltre, sullo schermo posteriore è possibile visualizzare l'ultima schermata anche dopo lo scaricamento totale della batteria.